# Attenberg
Attenberg é um filme de drama grego de 2010 dirigido e escrito por Athina Rachel Tsangari. Foi selecionado como representante da Grécia à edição do Oscar 2011, organizada pela Academia de Artes e Ciências Cinematográficas.

## Elenco
- Ariane Labed - Marina
- Vangelis Mourikis - Spyros
- Evangelia Randou - Bella
- Yorgos Lanthimos - engenheiro